# (3450) Dommanget
(3450) Dommanget est un astéroïde de la ceinture principale.

## Description
(3450) Dommanget est un astéroïde de la ceinture principale. Il fut découvert le 31 août 1983 à La Silla par Henri Debehogne. Il présente une orbite caractérisée par un demi-grand axe de 2,75 UA, une excentricité de 0,06 et une inclinaison de 6,5° par rapport à l'écliptique.

## Compléments